# Szabad Francia Erők

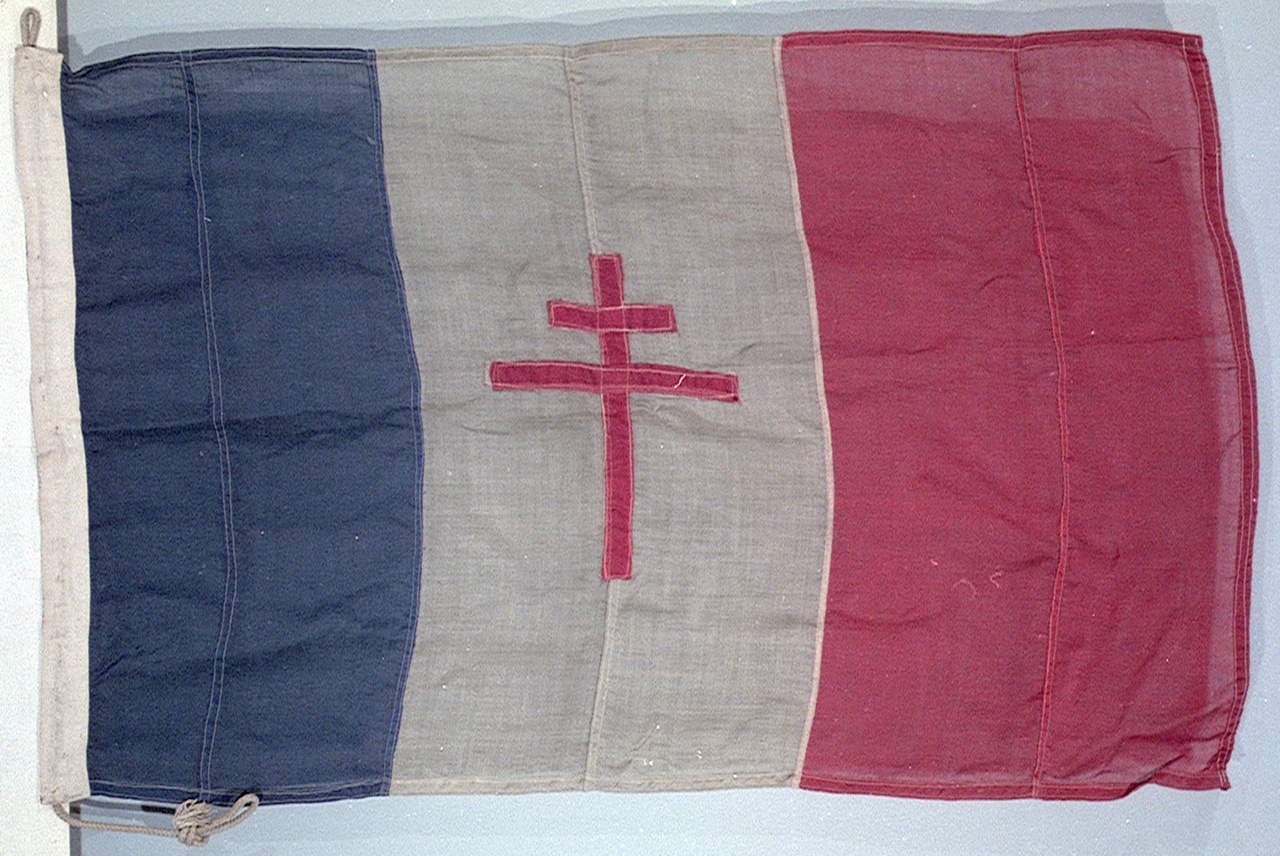
A Szabad Francia Erők zászlója

A Szabad Francia Erők (franciául: Forces françaises libres, FFL) francia ellenállók katonai szervezete volt a második világháború idején, melyet a Vichy-kormányzat és a tengelyhatalmak, elsősorban német megszállás elleni politikai és katonai szembenállás hozott életre 1940 júniusában. Céljuk az ismét független Szabad Franciaország létrehozása lett. Emblémájuk a Croix de Lorraine kettőskeresztje lett.
Az ellenállás politikai mozgalomként indult, melynek ikonikus alakja Charles de Gaulle tábornok lett, korábbi francia miniszter, aki a német megszállás elől Nagy-Britanniába szökött, majd innen folytatta a franciaországi ellenállás szervezését. A BBC-ben fenntartott adásának címe „Június 18-a felhívása” (Appel du 18 juin), amely a Franciaországban és kolóniáin élők morálját rendszeresen felkavarta.
A szabad franciákat elsősorban Észak-Afrikából lettek toborozva, a Vichy-Franciaország haderejéből dezertált katonákból állt, akik a Közel-Kelettől kezdve Indokínáig bármelyik frontszakaszon harcoltak. Haderőnemeinek tekinthetők a Szabad Francia Haditengerészet (Forces navales françaises libres, FNFL), mely a Brit Királyi Haditengerészet tartalékát képezte, valamint a Szabad Francia Légierő (Forces aériennes françaises libres, FAFL) és annak önálló alakulatai, mint a Szovjetunióban bevetett Normandie-Niemen ezred (Régiment Normandie-Niemen). Több alakulatot felállítottak a RAF-ban és az SAS-ben is.
1942 novemberében a szövetségesek megszállták a Vichy ellenőrizte Északnyugat-Afrikát, mely során több Vichy-alakulat megadta magát, és átállt a Szabad Franciákhoz, többek között Henri Giraud tábornok és törzse. Ezen okokból a németek teljesen megszállták Franciaország déli részeit is (Case Anton) és a Pétain-kormányt gyakorlatilag kizárták a kormányzásból, majd házi őrizetbe vetették őket. Ezt követően a Vichy-erők 60 000 fős hadereje Észak-Afrikában átállt a szövetségesekhez, 19. hadsereghadtest néven (19e Corps d'Armée).

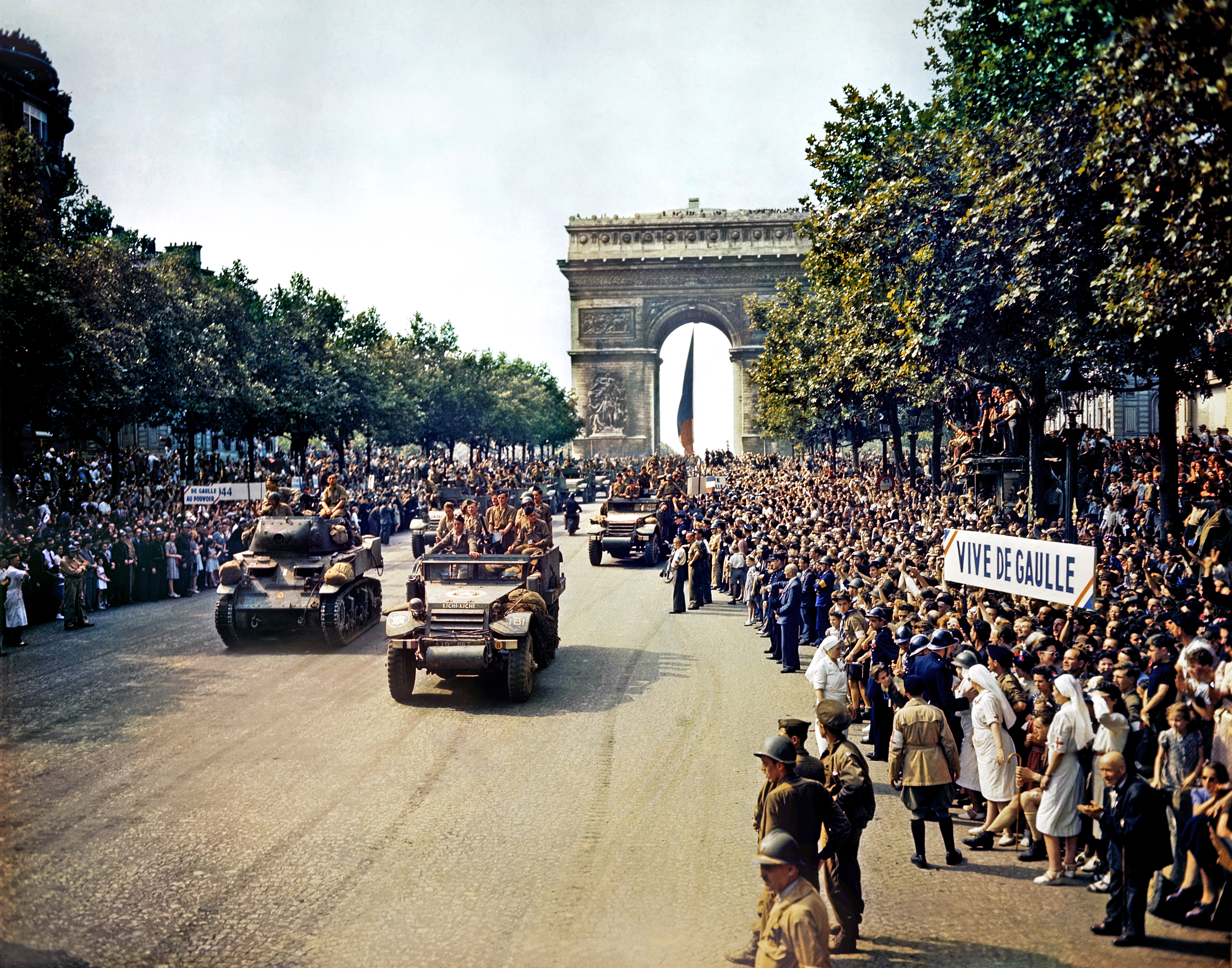
A Szabad Francia Erők díszfelvonulása a Champs-Élysées-n 1944. augusztus 26-án, Párizs felszabadulásának ünnepségén. Előtérben Charles de Gaulle 2. páncélos hadosztályának (2e division blindée) járművei, háttérben az Arc de Triomphe

1944 közepén a Szabad Franciák létszáma meghaladta a 400 000-et, részt vettek a normandiai partraszállásban, valamint a dél-franciaországi invázóban is. Természetesen Párizs felszabadításában és a bevonulásban is részt vállaltak. Harcoltak Bretagne-ban, Elzászban, az Alpokban, az európai háború végére egy 1 300 000 főt számláló haderővé fejlődött, a negyedik legerősebbé vált a kontinensen.
Olyan híres francia személyek is részt vállaltak benne mint Jean Gabin a hadseregben, vagy Antoine de Saint-Exupéry a légierőnél. A haderő kitüntetései között a croix de guerre („hadikereszt”) is szerepelt.
Maga a „szabad franciák” fogalma elsősorban a tengelyhatalmakkal szembeni ellenállást jelentette az 1940 júniusi megszállást követően, azonban ez mégsem köthető kizárólagosan de Gaulle-hoz, idővel egy eszmévé vált. A Henri Giraud parancsnoksága alá tartozó Afrika hadserege (Armée d’Afrique) 1943 elején nem csatlakozott de Gaulle szervezetéhez, mégis a csapataik a szabad eszméért harcoltak az átállást követően a háború végéig. A CFLN (Comité français de libération nationale) június eleji megalakulását követő hónaptól a francia csapatok hivatalos megnevezése „a Függetlenség francia hadserege” (Armée française de la Libération) lett.

## Fordítás
- Ez a szócikk részben vagy egészben  a   Free French Forces című angol Wikipédia-szócikk ezen változatának fordításán alapul.  Az eredeti cikk szerkesztőit annak laptörténete sorolja fel. Ez a jelzés csupán a megfogalmazás eredetét és a szerzői jogokat jelzi, nem szolgál a cikkben szereplő információk forrásmegjelöléseként.